# 파올로 빌라조
파올로 빌라조(이탈리아어: Paolo Villaggio, 1932년 12월 30일 ~ 2017년 7월 3일)는 이탈리아의 배우, 성우, 코미디언이다.

## 사망
빌라조는 84세의 나이로 로마에서 당뇨병 합병증으로 사망했다.

## 참여 작품
- 달의 목소리
- 둘이 합쳐 IQ 100

## 수상
- 황금사자상(1992)
- 이탈리아 공화국 공로장 - 이탈리아의 총리로부터 (1995년 6월 2일)
- 다비드 디 도나텔로상(2009)